# Takkijärvi, Norrbotten
Takkijärvi är en sjö i Pajala kommun i Norrbotten och ingår i Torneälvens huvudavrinningsområde. Sjön har en area på 0,0538 kvadratkilometer och ligger 255 meter över havet.

## Delavrinningsområde
Takkijärvi ingår i det delavrinningsområde (753513-180979) som SMHI kallar för Ovan Ahmajoki. Medelhöjden är 251 meter över havet och ytan är 11,31 kvadratkilometer. Räknas de 15 avrinningsområdena uppströms in blir den ackumulerade arean 327,98 kvadratkilometer. Parkajoki som avvattnar avrinningsområdet har biflödesordning 3, vilket innebär att vattnet flödar genom totalt 3 vattendrag innan det når havet efter 304 kilometer. Avrinningsområdet består mestadels av skog (86 procent) och sankmarker (13 procent). Avrinningsområdet har 0,05 kvadratkilometer vattenytor vilket ger det en sjöprocent på 0,5 procent.